# تومي بروكر
تومي بروكر (بالإنجليزية: Tommy Brooker)‏ هو لاعب كرة قدم أمريكية أمريكي، ولد في 31 أكتوبر 1939 في ديموبوليس في الولايات المتحدة.

## وصلات خارجية
- تومي بروكر على موقع مرجع كرة القدم المحترفة.كوم (الإنجليزية)
- تومي بروكر على موقع قاعة ألاباما للمشاهير الرياضية (مؤرشف) (الإنجليزية)